# Dzielnica XII Bieżanów-Prokocim

Lage des Stadtbezirks Bieżanów-Prokocim in Krakau

Dzielnica XII Bieżanów-Prokocim ist der zwölfte Stadtbezirk von Krakau in Polen, dieser umfasst eine Fläche von 18,47 km² und zählt 63.277 Einwohner mit einer Bevölkerungsdichte von 3425 Einwohnern/km². Namensgebend waren die beiden Orte Bieżanów und Prokocim.
Der Bezirk liegt südwestlich der Altstadt und südlich der Weichsel. Er entstand 1990 durch Aufteilung des Bezirks Podgórze.

## Gliederung
- Bieżanów
- Bieżanów Kolonia
- Kaim
- Łazy
- Osiedle Kolejowe
- Osiedle Medyków
- Osiedle Na Kozłówce
- Osiedle Nad Potokiem
- Osiedle Nowy Bieżanów
- Osiedle Nowy Prokocim
- Osiedle Parkowe
- Osiedle Złocień
- Prokocim
- Rżąka